# 2011年夏季世界大学生运动会中国代表团
2011年夏季世界大学生运动会中国代表团共派出505名运动员参赛。他们来自中国大陆的26个省、自治区和直辖市的110个高校，参加24个大项，283个小项的比赛。

## 奖牌榜
| 名次 | 代表团 | 金牌 | 银牌 | 铜牌 | 总数 |
| ---- | ------ | ---- | ---- | ---- | ---- |
| 1    | 中国   | 75   | 39   | 31   | 145  |

## 奖牌获得者

### 金牌
1. 柔道女子78公斤以上级：秦茜（13日）
2. 举重女子48公斤级：肖鸿宇（13日）
3. 举重男子56公斤级：黎立志（13日）
4. 举重女子53公斤级：纪静（14日）
5. 女子50米蝶泳：陆滢（14日）
6. 体操女子个人全能：肖康君（15日）
7. 女子100米自由泳：唐奕（15日）
8. 体操男子单杠：陈学章（16日）
9. 体操男子双杠：王冠寅（16日）
10. 跳水男子双人3米跳板：秦凯/林劲（16日）
11. 女子200米蛙泳：孙晔（16日）
12. 场地自行车女子场地500米计时赛：宫金杰（16日）
13. 乒乓球女子团体（16日）
14. 乒乓球男子团体（16日）
15. 跳水女子一米跳板：施廷懋（16日）
16. 举重女子69公斤级：康月（17日）
17. 跳水男子三米板：何冲（17日）
18. 女子100米蝶泳：陆滢（17日）
19. 女子佩剑团体（18日）
20. 男子花剑团体（18日）
21. 场地自行车-女子个人争先赛：郭爽（18日）
22. 乒乓球混合双打：尚坤/饶静文（18日）
23. 射箭男子反曲弓团体赛（18日）
24. 跆拳道男子品势个人赛：朱宇祥（18日）
25. 跆拳道女子品势个人赛：张静静（18日）
26. 女子4×100米混合泳接力（18日）
27. 射击-男子50米手枪团体赛：庞伟/麦嘉杰/王智伟（18日）
28. 射击-女子10米气步枪团体赛：王威旸/谢洁琼/蓝宇雯（18日）
29. 乒乓球女子双打：饒靜文/马越斐（19日）
30. 乒乓球男子双打：許昕/閆安（19日）
31. 射击-男子25米手枪速射个人赛：丁峰（19日）
32. 射击-男子25米手枪速射团体赛（19日）
33. 射击-女子50米步枪卧射个人赛：李佩璟（19日）
34. 射击-女子50米步枪卧射团体赛（19日）
35. 女子20公里竞走团体：石阳/王珊珊/杨亚伟（19日）
36. 女子双人十米台：王鑫/陈若琳（19日）
37. 跳水男子一米板：林劲（19日）
38. 女子100米蛙泳：孙晔（19日）
39. 自行车男子凯琳赛：张淼（19日）
40. 帆板-团体T-293级：陈志威/谢丽刁（20日）
41. 乒乓球女子单打：饒靜文（20日）
42. 女子三米跳板：何姿（20日）
43. 乒乓球男子单打：許昕（20日）
44. 健美操-有氧舞蹈（20日）
45. 健美操-混合双人操：陶乐/黄晋萱（20日）
46. 帆船-女子激光镭迪尔级：张东霜（21日）
47. 帆船-男子RS:X级：方镇南（21日）
48. 帆船-女子RS:X级：陈佩娜（21日）
49. 帆船-混合大团体（21日）
50. 国际象棋-女子个人：谭中怡（21日）
51. 国际象棋-男子个人：李超（21日）
52. 国际象棋-混合团体（21日）
53. 健美操-有氧踏板（21日）
54. 跆拳道-女子62-67公斤：郭耘菲（21日）
55. 男子跳远：苏雄锋（21日）
56. 跳水-男子十米台：吴军（21日）
57. 艺术体操-集体全能（21日）
58. 女子足球（21日）
59. 健美操-集体操（22日）
60. 健美操-团体排名（22日）
61. 射击-女飞碟子双多向：杨晓辉（22日）
62. 射击-男子飞碟双多向团体（22日）
63. 射击-女子飞碟双向团体赛
64. 射击-男子25米标准手枪个人：丁峰（22日）
65. 射击-男子25米标准手枪团体（22日）
66. 射击-男子50米步枪三姿团体（22日）
67. 射击-女子50米步枪三姿团体（22日）
68. 女子水球（22日）
69. 跆拳道-女子73公斤以上级：张永桐（22日）
70. 跳水-女子双人三米板：何姿/王涵（22日）
71. 跳水-男子双人十米台：林跃/火亮（22日）
72. 跳水-女子团体（22日）
73. 跳水-男子团体（22日）
74. 艺术体操-集体单项3带2圈（22日）
75. 艺术体操-集体单项5球（22日）

### 银牌
1. 举重男子62公斤级：陈眉龙（14日）
2. 体操男子团体（14日）
3. 男子个人花剑：雷声（15日）
4. 举重女子58公斤级：罗丽琴（15日）
5. 体操女子平衡木：官文荔（16日）
6. 体操男子双杠：刘榕冰（16日）
7. 举重男子85公斤：张世冲（16日）
8. 举重女子75公斤级：李阳（17日）
9. 柔道女子团体赛（17日）
10. 田径男子20公里竞走团体（18日）
11. 羽毛球混合团体赛（18日）
12. 射击-男子10米气步枪团体：龚佳伟/曹逸飞/张强（18日）
13. 乒乓球女子双打：熊欣芸/唐丽颖（19日）
14. 男子飞碟多向团体赛（19日）
15. 女子50米步枪卧射个人赛：王成意（19日）
16. 男子25米手枪速射个人赛：周治国（19日）
17. 跆拳道男子品势团体赛（19日）
18. 跳水男子一米板：孙知亦（19日）
19. 高尔夫女子团体：徐乐/黎佳韵/张玉阳（20日）
20. 网球女子双打：高露/李婷（20日）
21. 男子50米步枪卧射：曹逸飞（20日）
22. 男子10米气手枪：庞伟（20日）
23. 男子10米气手枪团体（20日）
24. 乒乓球女子单打：范瑛（20日）
25. 女子三米跳板：王涵（20日）
26. 乒乓球男子单打：閆安（20日）
27. 男子110米栏：江帆（20日）
28. 跆拳道女子53-57公斤级：侯玉琢（20日）
29. 国际象棋-男子个人：王皓（21日）
30. 女子排球（21日）
31. 女子半程马拉松：金玲玲（21日）
32. 女子半程马拉松团体（21日）
33. 男子半程马拉松团体（21日）
34. 男子800米：滕海宁（21日）
35. 男子4×100米接力（21日）
36. 射击-男子飞碟双多向150靶个人：潘强（22日）
37. 射击-男子25米标准手枪个人：周治国（22日）
38. 射击-男子50米步枪三种姿势个人：康宏伟（22日）
39. 羽毛球-男子单打：文凯（22日）

### 铜牌
1. 柔道女子78公斤级：张洁（13日）
2. 男子佩剑个人：何伟（13日）
3. 柔道女子63公斤级：林美玲（14日）
4. 女子4×100米自由泳接力（14日）
5. 女子200米个人混合泳：刘京（15日）
6. 男子个人花剑：朱俊（15日）
7. 柔道男子66公斤级：马端斌（15日）
8. 女子自由体操：肖康君（16日）
9. 跳水女子1米跳板：陈烨（16日）
10. 男子跳马：程然（16日）
11. 田径男子100米：蘇炳添（17日）
12. 游泳女子4×200米自由泳接力（17日）
13. 射击男子50米手枪个人赛：麦嘉杰（18日）
14. 射击男子10米气步枪个人赛：龚佳伟（18日）
15. 跳水女子10米台：王鑫（18日）
16. 场地自行车-男子个人争先赛：张淼（18日）
17. 乒乓球男子双打：方博/尚坤（19日）
18. 男子25米手枪速射个人赛：李越宏（19日）
19. 跆拳道-女子品势团体赛（19日）
20. 女子3000米障碍赛：金媛（19日）
21. 女子双向75靶：於秀敏（20日）
22. 乒乓球女子单打：熊欣芸（20日）
23. 乒乓球女子单打：马越斐（20日）
24. 乒乓球男子单打：方博（20日）
25. 女子田徑铅球：孟倩倩（20日）
26. 国际象棋-女子个人：黄茜（21日）
27. 国际象棋-男子个人：王玥（21日）
28. 射击-女子25米手枪团体赛（21日）
29. 艺术体操-个人单项圈操：邓森悦（22日）
30. 羽毛球-女子单打：石晓倩（22日）
31. 羽毛球-女子单打：刘芳华（22日）